# Ершово (Калининградская область)
Ершово — посёлок в Гвардейском городском округе Калининградской области. До 2014 года входил в состав Зоринского сельского поселения.

## История
Впервые в документах поселение Грюнлинде упоминается в 1389 году. 
В 1946 году поселок Грюнлинде был переименован в Ершово.

## Население
| 2002 | 2010 |
| ---- | ---- |
| 108  | ↘69  |

В 1910 году в населенном пункте проживали 392 человека, в 1933 году - 327 человек, в 1939 году - 320 человек.